# Münchner Haus der Kulturinstitute

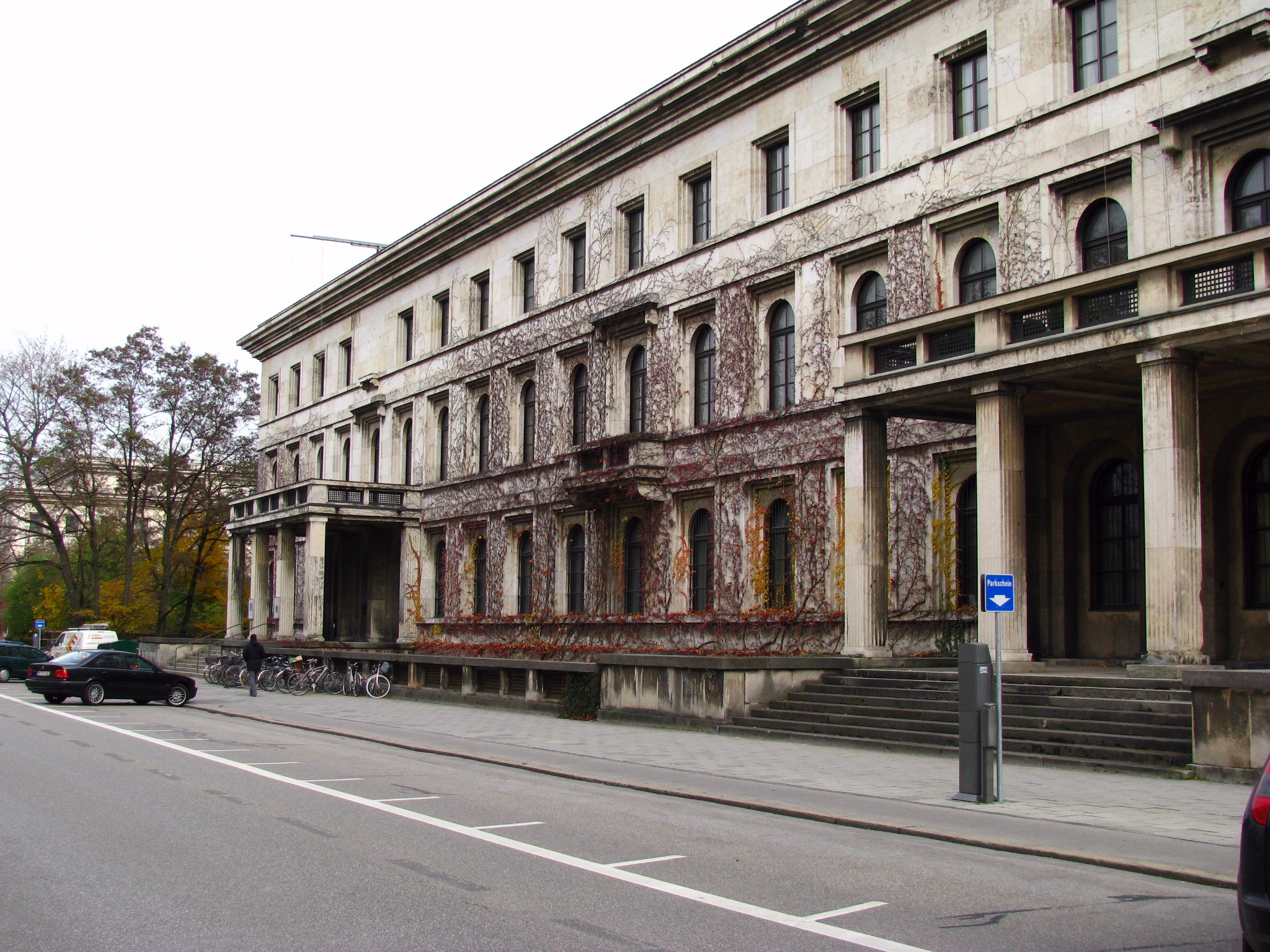
Haus der Kulturinstitute,
Fotografie 2009

Das Haus der Kulturinstitute in der Katharina-von-Bora-Straße 10 im Kunstareal München beherbergt mehrere kulturelle Institutionen des Freistaates Bayern:
- Staatliche Antikensammlung und Glyptothek (Direktion)
- Staatliche Graphische Sammlung
- Museum für Abgüsse Klassischer Bildwerke
- Institut für Ägyptologie der Ludwig-Maximilians-Universität München
- Institut für Klassische Archäologie der Ludwig-Maximilians-Universität München
- Zentralinstitut für Kunstgeschichte

## Geschichte

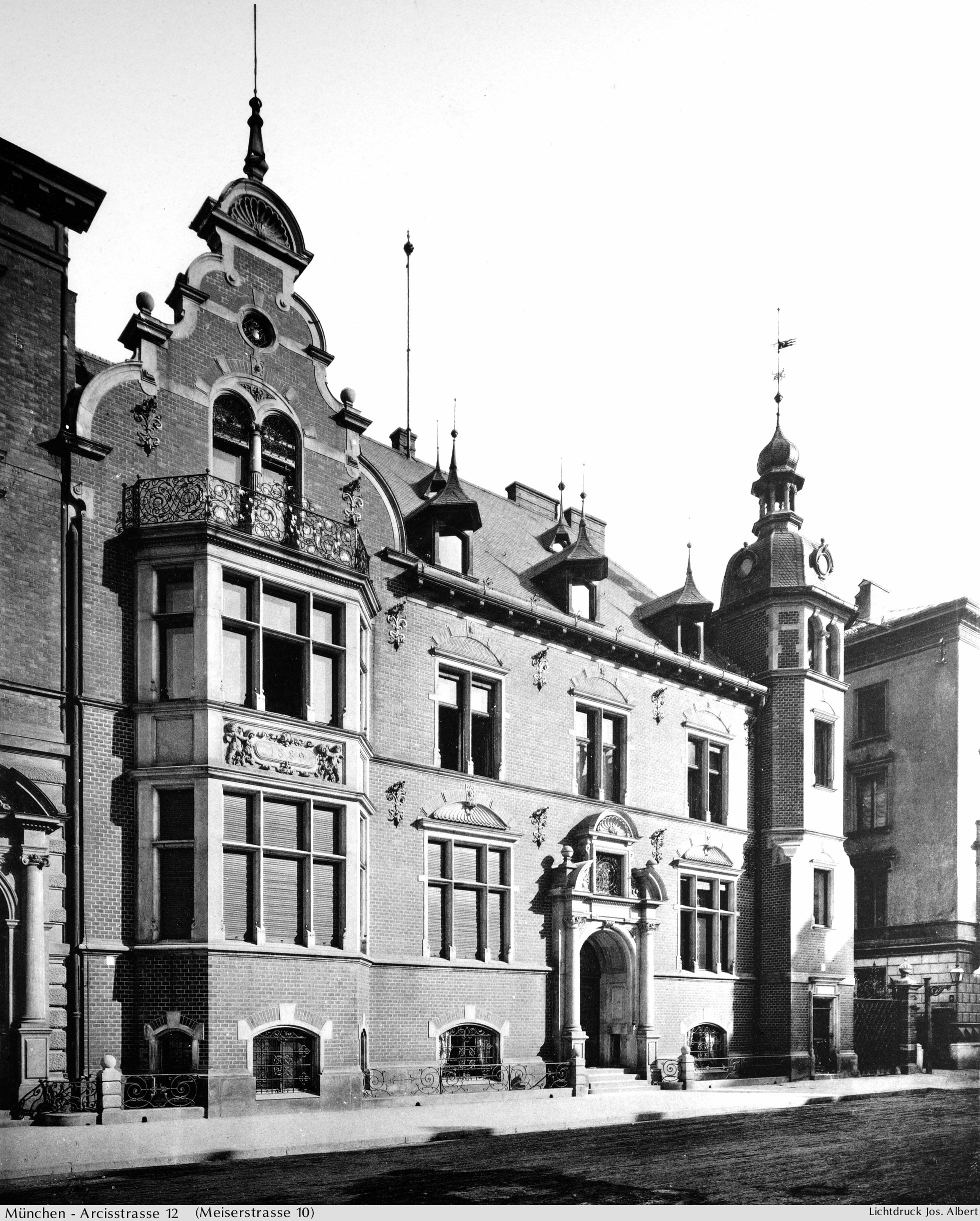
Palais Pringsheim, 1890–1933,
ehem. Arcisstr. 12, Fotografie um 1891

An der Stelle des Hauses der Kulturinstitute befand sich bis November 1933 das 1889 fertiggestellte Palais Pringsheim, das dem Mathematiker Alfred Pringsheim und seiner Frau Hedwig gehörte. Das Haus im Neorenaissance-Stil war lange Jahre der gesellschaftliche Mittelpunkt der Stadt München. Pringsheim, aus schlesisch jüdischer Bergbau- und Unternehmerfamilie stammend und Schwiegervater von Thomas Mann, war nach der NS-Machtübernahme zwangsenteignet worden. Das Haus wurde daraufhin abgerissen.
An seiner Stelle ließ der Architekt Paul Ludwig Troost von 1934 bis 1935 das neoklassizistische Gebäude in unmittelbarer Nähe des Königsplatzes errichten. Es diente der NSDAP als repräsentativer Verwaltungsbau. Das Gegenstück bezüglich der Symmetrieachse der Brienner Straße war der Führerbau, in dem sich heute die Hochschule für Musik und Theater München befindet.
Ab 1945 diente der ehemalige Verwaltungsbau der NSDAP zusammen mit dem Führerbau als Zentrale Sammelstelle (Central Collecting Point) der US-Militärregierung für die von den Nazis in ganz Europa geraubte Beutekunst. Vom 21. Juli bis zum 5. Oktober 1966 wurden im Gebäude Kunstwerke, die sich heute unweit im Staatlichen Museum Ägyptischer Kunst befinden, erstmals nach dem Zweiten Weltkrieg wieder gemeinsam ausgestellt.